# شبکه حسگر مجازی
شبکه‌های حسگر مجازی (VSNs) فرمی از شبکه‌های حسگر بی‌سیم اشترکی است. در مقابل شبکه‌های حسگر بی‌سیم اولیه که به یک کاربرد خاص (به عنوان مثال، ردیابی هدف) اختصاص داده شده بود، VSNsها چند منظورگی، همکاری، واستفاده کارآمد از منابع شبکه‌های حسگر بیسیم را فراهم می‌نمایند. ایده اصلی در VSNs همکاری و به اشتراک‌گذاری منابع است.
یک VSN را می‌توان با فراهم کردن اتصال منطقی بین سنسورهای مشترک تشکیل داد. گره‌ها را می‌توان بر مبنای پدیده‌ای که آن‌ها دنبال می‌نمایند یا وظیفه‌ای که انجام می‌دهند در گروه‌های VSNs متفاوت گروه‌بندی کرد. انتظار می‌رود VSNها پروتکل‌هایی برای تشکیل، استفاده، سازگاری، و نگهداری از زیر مجموعه‌ای از سنسورهای اشتراکی جهت انجام یک کار خاص ارائه نمایند.